# El Perro del Mar
Sarah Assbring, dite El Perro del Mar est une chanteuse indie pop suédoise .

## Biographie
Originaire de Göteborg, Sarah Assbring prend des leçons de piano durant son enfance, commence à écrire et composer et forme son premier groupe après son entrée à l'université. À la fin des années 1990 elle obtient une bourse de la STIM, société suédoise de gestion des droits d'auteur, et s'oriente vers une carrière en solo.
Fin 2003, elle adopte le nom de scène El Perro del Mar et distribue ses chansons sur Internet. Elle est signée par le label indépendant suédois Hybris, qui sort sur le marché scandinave plusieurs CD-R tirés en série limitée, puis le EP 3 titres What’s new? El Perro del Mar en novembre 2004. Elle réalise également un split single avec le chanteur suédois Jens Lekman, édité par le label Secretly Canadian. En mai 2005, la compilation Look! It's El Perro del Mar! regroupe les enregistrements parus précédemment. Elle est suivie par le EP God Knows (You Gotta Give to Get), dont la chanson titre figure dans la liste des cent chansons de l'année établie par le magazine musical américain Pitchfork.
En 2006, Sarah Assbring signe un contrat avec le label indépendant britannique Memphis Industries. Son premier album, El Perro del Mar, est édité en Europe puis distribué aux États-Unis par The Control Group. Le disque se termine par Here Comes That Feeling, une reprise de la chanteuse américaine Brenda Lee. Sarah Assbring se produit en concert en Europe, notamment lors de l'édition 2006 de La Route du Rock, et pour la première fois aux États-Unis. En 2007, El Perro del Mar quitte son label suédois Hybris pour le label Licking Fingers. Sarah Assbring effectue sa première tournée aux États-Unis et au Canada, accompagnée de ses musiciens. Elle participe à l'enregistrement de l'album Night Falls Over Kortedala de Jens Lekman, sorti en octobre 2007, puis enregistre les chansons de son second album dans son studio de Göteborg.
From the Valley to the Stars sort en Scandinavie en février 2008, accompagné par le single How Did We Forget?. Sa sortie en Europe et aux États-Unis est prévue pour le printemps et sera suivie d'une tournée mondiale.

## Discographie

### Singles
- 2004 : El Perro del Mar/Jens Lekman (split single, Secretly Canadian)
- 2008 : How Did We Forget? (Licking Fingers)
- 2008 : Auld Lang Syne (Licking Fingers)

### EP
- 2005 : God Knows (You Gotta Give to Get) (Hybris Records)